# Швейк у Другій світовій війні
«Швейк у Другій світовій війні» — радянський художній телефільм-спектакль у виконанні акторів Московського академічного Театру Сатири і в постановці Марка Захарова однойменною п'єсою Бертольта Брехта. Фільм був поставлений в 1969 році на Центральному телебаченні СРСР, в Головній редакції літературно-драматичних програм.

## Сюжет
Образ Швейка, запозичений Брехтом у Ярослава Гашека, переміщений в окуповану німцями Чехословаччину початку 1940-х років. Вистава починається діалогом Гітлера (Папанов) і Герінга (Солюс), в якому головний нацист вимагає дізнатися, що про нього в душі думає «маленька людина» в Європі. Дія переноситься в празький трактир «У чаші». Швейк (Високовський) веде досить гострі розмови з відвідувачами трактиру про бідність встановлених норм харчування і невдалий замах на Гітлера. Оскільки мова його сповнена алегорій і примовок, таємний агент і провокатор Бретшнейдер (Ткачук) не має підстав його заарештувати. Проте, він затримує Швейка і доставляє в гестапо. Шеф місцевого відділення таємної поліції Булінгер (Менглет) не може визначити хто ж перед ним: небезпечний злочинець, як сказано в рапорті, або ідіот, як сказано в довідці. Почувши в потоці нескінченної тиради, що Швейк умілий собачник, нацист відпускає його з умовою. Швейк, слідуючи капризу дружини Булінгера, повинен викрасти з родини високопоставленого місцевого чиновника собаку породи німецький шпіц. Бравий відставний солдат погоджується і зі своїм товаришем, вічно голодним фотографом Балоуном (Мішулін) приманює собачку. Випадково обидва потрапляють в руки Бюро добровільної робочої сили і спрямовуються на примусове навантаження вагонів. Шпіц тимчасово захований у пані Копецької (Защипіна) — господині трактиру «У чаші». У трактир з обшуком прибуває наряд гестапо на чолі з Булінгером. Швейк намагається формальним потоком вшанування нового порядку пом'якшити ситуацію, але нацисти затримують його і, потримавши для порядку в тюрмі, відправляють рядовим на східний фронт. Бравий солдат відстає від частини і поодинці йде на Сталінград. Дорога всіяна могилами з німецькими касками та дезертирами з фашистських частин. Все це є основою їдких зауважень і гірких роздумів Швейка. В хуртовині, що розігралася, він стикається з Гітлером. Той у всьому звинувачує російські морози і починає панічну втечу. Фюрер спотикається, його душать обморожені трупи німецьких солдатів. Швейк повертається до Праги. Під час всієї вистави автори роблять відступу «у вищі сфери», де Гітлер задає своїм соратникам все більш безглузді питання і отримує все більш догідливі відповіді.

## У ролях
- Зиновій Високовський —  Швейк
- Наталія Защипіна —  господиня трактиру «У чаші», Анна Копецька
- Спартак Мішулін —  фотограф Балоун
- Михайло Державін —  син господаря м'ясної крамниці, Прохазка
- Тетяна Єгорова —  служниця Анна
- Георгій Менглет —  шеф місцевого відділу гестапо Булінгер
- Роман Ткачук —  таємний агент і провокатор Бретшнейдер
- Анатолій Папанов —  Гітлер
- Олег Солюс —  Герман Вільгельм Герінг
- Олексій Овечкін —  Гіммлер
- Володимир Ушаков —  Федор фон Бок
- Олександр Пороховщиков —  епізод,  в титрах не вказано
- Євген Кузнецов —  епізод,  в титрах не вказано
- Борис Рунге —  епізод,  в титрах не вказано
- Юрій Соковнін —  епізод,  в титрах не вказано
- Георгій Тусузов —  епізод,  в титрах не вказано

## Знімальна група
- Режисери —  Марк Захаров, Аліна Казьміна
- Оператор — Володимир Жабченко
- Композитор — Олексій Ніколаєв
- Художник — А. Грачов